# آنا مارسلا کونیا
آنا مارسلا کونیا (پرتغالی: Ana Marcela Cunha؛ زادهٔ ۲۳ مارس ۱۹۹۲) شناگر اهل برزیل است.
وی در مسابقات کشوری و بین‌المللی در مجموع برندهٔ ۱۲ مدال طلا، ۳ مدال نقره، ۷ مدال برنز شده‌است.